# Gråfingerört
Gråfingerörten (Potentilla acaulis) är en flerårig ört i familjen rosväxter.
Gråfingerörten är relativt vanligt förekommande in sydöstra Sverige.